# Tandemrennen bei den Commonwealth Games
Seit 1934 wurden Wettbewerbe im Radsport im Rahmen der Commonwealth Games (früher British Empire Games) für Radrennfahrer aus den Ländern der Commonwealth of Nations veranstaltet. Das Tandemrennen bei den Commonwealth Games wurde dabei im Bahnradsport von 1970 bis 1978 ausgetragen. Nachdem das Tandemrennen 1976 aus dem Programm der Olympischen Spiele gestrichen wurde und immer weniger Länder Tandemrennen veranstalteten, fand dieser Wettbewerb ab 1982 auch bei den Commonwealth Games nicht mehr statt.

## Palmarès
- 1970  Gordon Johnson / Ronald Jonker
- 1974  Geoff Cooke  / Ernest Chrutchlow
- 1978  Jocelyn Lovell / Gordon Singleton